# جان ابلین، ارباب بیروت
جان ابلین (۱۱۷۹-۱۲۳۶)، یکی از قدیمی‌ترین نجبای قرن ۱۳ میلادی است. وی پسر بالین ابلین و ماریا کومننه، ملکه اورشلیم است که روابطی نزدیکی با نجبا و سیاستمداران پادشاهی قبرس و پادشاهی اروشلیم داشت. همچنین وی قبل از رسیدن به سن ۲۰ سالگی، به عنوان نایب‌السلطنه پادشاهی اورشلیم انتخاب شد و اندکی بعد به عنوان ارباب بیروت برگزیده شد که در آنجا شهر را پس از فتح از صلاح‌الدین بازسازی کرد و کاخ خاندان ابلین را در آنجا بنا نهاد. وی درجریان جنگ صلیبی ششم با فریدریش دوم که عازم اراضی مقدس بود، در قبرس درگیر شد. در سپتامبر ۱۲۲۸، برخورد میان فریدریش و نجبای قبرس آغاز شد. فریدریش تصمیم گرفت که رقبای خود، به خصوص جان ابلین را که بزرگترین مالک در دو پادشاهی اورشلیم و قبرس بود، از میان بردارد تا بتواند به خواسته خود برسد. بنابراین در اولین گام، از جان ابلین خواستار استرداد شهر بیروت و دریافت مالیات قبرس شد. در مقابل جان ابلین برای مانع شدن از اقدام و خواسته فریدریش، نیروهای خود را آماده ساخت اما نمی‌خواست وارد درگیری نظامی با امپراتور مقدس روم شود. با این حال تنش میان جان ابلین و فریدریش باعث شد که امپراتور مقدس روم، از داشتن حامی قدرتمندی همچون جان ابلین در شرق محروم شود و سرانجام بین طرفین قرارداد ترک مخاصمه‌ای امضاء شد که به موجب آن تمامی قلعه‌ها و اراضی جزیرهٔ قبرس تابع کنراد، پادشاه اورشلیم و فرزند فریدریش، می‌شد و مالیات‌های دریافتی از آن نیز به امپراتور مقدس روم می‌رسید.